# Marie Kristýna Habsbursko-Lotrinská
Marie Kristýna Rakouská resp. Habsbursko-Lotrinská (francouzsky Marie-Christine de Habsbourg-Lorraine, německy Marie Christine von Österreich, * 31. července 1983, Brusel) je belgická a lucemburská šlechtična původem z habsbursko-lotrinské dynastie.

## Životopis
Marie Kristýna (celým jménem Marie Christine Anna Astrid Zita Charlotte) se narodila 31. července 1983 v Bruselu jako první potomek rakouského arcivévody Karla Kristiána a jeho manželky Marie Astrid Lucemburské. Později se rodině narodili tři synové a další dcera. Po svém otci je pravnučkou rakouské císaře a českého krále Karla I.
Marie Kristýna se ve svých 25 letech provdala za 29letého Rudolfa z Limburg-Stirumu, představitele starobylého vestfálského rodu, mediatizovaného při zániku Svaté říše římské. Svatba se konala 6. prosince 2008 v Mechelenu. Civilní obřad na radnici a církevní posvěcení manželství v týž den proběhlo v katedrále sv. Rumbolta. Svatební šaty měla nevěsta od belgického návrháře Yvess Doomse a její oděv doplňoval krajkový závoj císařovny Evženie.
Pár má tři syny:
- Leopold (* 2011 )
- Constantine (* 2013 )
- Gabriel (* 2016 )

Rodina žije v Argentině. 

## Zajímavosti
- Adelaide Drape-Frisch, manželka Kryštofa Rakouského, [5] měla v den své svatby 29. prosince 2012 tutéž čelenku jako Marie Kristýna. [6]